# Anoectangium rufoviride
Anoectangium rufoviride är en bladmossart som beskrevs av Bescherelle 1880. Anoectangium rufoviride ingår i släktet Anoectangium och familjen Pottiaceae. Inga underarter finns listade i Catalogue of Life.